# ديفيد حسن
ديفيد حسن (بالإنجليزية: David Hassan)‏ هو أكاديمي أيرلندي، ولد في 16 نوفمبر 1972 في ديري في أيرلندا الشمالية.